# حب وكاراتيه (فلم)
حب وكاراتيه فيلم سوري من مجموعة أفلام الفنان زياد مولوي، تمثيل مديحة كامل وخالد تاجا وهاني الروماني، تم إنتاجه عام 1974.

## القصة
تدور قصة الفيلم عن شاب يواجه الفشل في كل عمل يقدم علية وتلاحقه خطيبته أو يحقق النجاح في حياته أو تتركه، فيقرر ان يتعلم رياضة الكاراتيه ويتدرب في أحد اندية دمشق وفعلا ينجح ويصبح بطلآ مشهورآ

## طاقم العمل
- فيصل الياسري (مخرج)
- اسامة ملكاني (مخرج)
- عدنان مراد (قصة وسيناريو وحوار)
- مديحة كامل
- خالد تاجا
- هاني الروماني
- لينا باتع
- أحمد عداس
- عدنان بركات
- عمر حجو
- غادة كيلاني
- نعمت حمدي
- موفق بقوش
- شارلوت رشدى
- نهاد بربر

## روابط خارجية
- مقالات تستعمل روابط فنية بلا صلة مع ويكي بيانات